# Trichomanes inerme
Trichomanes inerme là một loài dương xỉ trong họ Hymenophyllaceae. Loài này được v.d.B., Goddijn mô tả khoa học đầu tiên năm 1913.
Danh pháp khoa học của loài này chưa được làm sáng tỏ. 